# Polycarpon dunense
Polycarpon dunense är en nejlikväxtart som beskrevs av P.Fraga, Rosselló. Polycarpon dunense ingår i släktet tusenfrön, och familjen nejlikväxter. Inga underarter finns listade i Catalogue of Life.